# Stigliano
Stigliano es un municipio situado en el territorio de la provincia de Matera, en Basilicata (Italia).

## Geografía
Stigliano se encuentra a 909 metros sobre el nivel del mar, en la parte centro-occidental de la provincia de Matera, cerca del límite centro-oriental de la provincia de Potenza. Extiende su territorio en unos 209 km².
Limita al norte con la comuna de Accetura y San Mauro Forte, al este con Craco y Montalbano Jónico, al sur con los territorios de Aliano, San Arcángelo y Tursi, mientras que al oeste limita con Cirigliano y Gorgoglione. Se encuentra a 79 km de Matera y 72 km de Potenza, la capital de la Región.
Clasificación sísmica: zona 2 (sismicidad medio-alta), Ordenanza PCM n. 3274 del 20/03/2003.

## Demografía
| Gráfica de evolución demográfica de Stigliano entre 1861 y 2001 |
|                                                                 |
| fuente ISTAT - elaboración gráfica a cargo de Wikipedia         |